# Requiem (Henze)
Requiem, (Nio sakrala konserter för piano solo, konserttrumpet och stor kammarorkester) är ett orkesterverk med musik av Hans Werner Henze komponerat åren 1991 till 1993 på uppdrag av London Sinfonietta, Suntory Corporation för NHK Philharmonic och Westdeutscher Rundfunk, Köln. 

## Historia
Den första satsen, Introitus: Requiem Aeternam beställdes av London Sinfonietta som en del av en minneskonsert för den konstnärlig ledaren Michael Vyner som dog den 20 oktober 1989. Förutom Henze inbjöd London Sinfonietta också sju andra framstående kompositörer (Luciano Berio, Sir Harrison Birtwistle, Sir Peter Maxwell Davies, Toru Takemitsu, Oliver Knussen och Nigel Osborne) att skriva verk till Vyners minne för att utgöra programmet som framfördes den 6 maj 1990.

## Uppförandehistorik
Verket hade premiär i sin helhet den 24 februari 1993 framfört av Ensemble Modern i Filharmonihallen i Köln.
De enskilda delarna uruppfördes enligt nedan:
- Introitus: 	6 maj 1990, Royal Opera House, Covent Garden, London Sinfonietta
- Dies Irae: 	11 december 1991, Queen Elizabeth Hall, London, London Sinfonietta
- Ave verum corpus: 	Premiär tillsammans med Dies Irae och Lux Aeterna
- Lux Aeterna: 		Premiär tillsammans med Dies Irae och Ave Verum Corpus
- Rex Tremendae: 	26 november 26 1992, Suntory Hall, Tokyo, NHK Symphony Orchestra
- Agnus Dei: 	14 januari 1991, BBC Henze Festival, Barbican Centre, London, Parnassus Ensemble
- Tuba Mirum:	24 februari 1993, Philharmonic Hall, Cologne, Ensemble Modern
- Lacrimosa: 	Premiered with Rex Tremendae and Sanctus
- Sanctus:	Premiär tillsammans med Rex Tremendae och Lacrimosa

## Struktur
Requiem består av nio sakrala konserter som, med ett undantag, bär de gemensamma satstitlarna för Requiemmässan, om än i oordning. Henze väljer också att interpolera Ave verum corpus med de andra satserna, men i sin självbiografi Bohemian Fifths anger han aldrig uttryckligen varför. Även om satserna bär de traditionella titlarna finns det inga sångare och ingen text i verket. I sin självbiografi säger Henze att detta val gjordes för att öppna Requiets omfattning och göra det till en "... sekulärt, mångkulturellt stycke, en handling av broderlig kärlek som skrevs, 'in memoriam Michael Vyner', vars namn gör plikt för alla de många andra människor i världen som har dött före sin tid och vars lidanden och bortgång sörjs i min musik. (471)